# 营口龙事件
营口龙事件，是指1934年8月8日在當時滿洲國奉天省营口县田庄台（今屬中华人民共和国辽宁省盘锦市大洼区）發現的“龙的骸骨”。

## 事件
1934年8月8日午后，辽河北岸东小街一农民在田庄台上游附近苇塘发现一巨型动物白骨，长约10米余，头部左右各有一角，长约1米，脊骨共28节。事件引起民眾圍觀。

## 考察
2004年，CCTV《走进科学》栏目在对营口龙事件作调查后，判断照片中龙骨为鲸鱼骨骼复原错误，而目击者孙正仁所拥有龙骨鉴定后确认是第四纪野马牙齿化石。次年《探索发现》录制播放《龙影遗骨》又探讨该事，保持了开放结论。

## 流行文化
2017年11月1日，根据营口市史志办公室编辑的《营口龙之谜》改编的电影《超自然事件之坠龙事件》上映。

### 资料来源
- 营口市史志办公室，《营口龙之谜》，黑龙江人民出版社2004年出版。